# 内蒙君正
内蒙古君正能源化工股份有限公司，簡稱内蒙古君正能源化工股份、内蒙古君正能源化工和内蒙君正（英語：Inner Mongolia Junzheng Energy & Chemical Industry Co., Ltd.，上交所：601216），在2003年，由杜江濤（董事長）於烏海市（總部）成立，前身為「乌海市海神热电有限责任公司」。
首席執行官為黃輝。該公司業務在中國內地經營生產和銷售有關煤炭、矿山开采、电力、化工、特色冶炼和商业贸易等行業。
股份在2011年2月22日於上海證券交易所上市。招股價為25元人民幣，發行股份為1.2億股，經擴大認購後為6.4億股，而集資額為3億元人民幣。

## 外部連結
- junzhenggroup.com （页面存档备份，存于）